# British Rail 10 sorozat
A British Rail 10 sorozat (korábban British Rail D3/4 sorozat) dízel-villamos tolatómozdony-sorozat, a szabványos 08 sorozat változata, melyet Lister Blackstone-dízelmotorral és General Electric Company-vontatómotorokkal szereltek. A mozdonyokat a British Railways darlingtoni és doncasteri üzemében építették 1955 és 1962 között, összesen 146 példányban. A típust 1967 februárja és 1972 júniusa között vonta ki a British Railways az állományából.

## Háttér
A British Railways négy fő változatot épített a szabványos nagyméretű dízel-villamos tolatómozdonyából. Az első változat a 08 sorozat (korábban D3/2 sorozat), melyből 1952 és 1962 között összesen 996 példányt gyártottak. Ezt a típust English Electric-dízelmotorral és -vontatómotorokkal szerelték. A második típus a 10 sorozat (korábban D3/4 sorozat), melyből 1955 és 1962 között összesen 146 példányt gyártottak. A típust Lister Blackstone-dízelmotorral és General Electric Company-vontatómotorokkal szerelték. A harmadik típus a D3/5 sorozat, amelyből 1955-ben 15 példányt építettek. Ezek a British Thomson-Houston-vontatómotorokat leszámítva megegyeznek a 10-es sorozatú mozdonyokkal. A negyedik típus a 09 sorozat, melyből 1959 és 1962 között összesen 26 példányt gyártottak. Ezek a 08 sorozattól eltérő áttételezéssel rendelkeznek, ami a kisebb vonóerő rovására magasabb végsebességet enged meg.

## Műszaki részletek
A mozdonyok általános körvonala, 0-6-0 tengelyelrendezése és külső keretei megegyeztek a korábbi 11 sorozatjelölésű gépekével, amelyeket eredetileg a London, Midland and Scottish Railway számára építettek 1945 után, és amelyeket a British Railways 08 sorozatjelöléssel vett állományba. Azokkal szemben azonban a 10-es sorozatú mozdonyokat Lister Blackstone hathengeres, négyütemű, „ER6T” típusú dízelmotorokkal és kettő GEC-vontatómotorral szerelték.

## Gyártás és alkalmazás
Az első harminc mozdonyból álló, eredetileg 13137–13151-es pályaszámú (később D3137–D3151) sorozatot 1955 folyamán építették a darlingtoni mozdonygyárban, és a British Railways északkeleti régiójának mozdonytelepein, azon belül is elsősorban Thornabyban állomásoztatták őket. Darlingtonban további tételek is készültek a következők szerint: D3439–D3453 (1957), D3473–D3491 (1957–1958), D3612–D3651 (1958) és D4049–D4094 (1961–1962). Ezeket a British Railways keleti régiójában osztották ki, azon belül is elsősorban a londoni térségben. 1957-ben és 1958-ban a doncasteri mozdonygyárban is építettek hat példányt, D3497–D3502-es pályaszámon. A sorozatból összesen 146 példányt gyártottak.

## Törlés a British Railways állományából
Mivel a 10 sorozat nem volt szabványos, ezért a 08 sorozathoz képest viszonylag rövid életűnek bizonyult, és 1967 februárja és 1972 júniusa között törölték a British Railways állományából. Húsz mozdonyt ipari vállalatoknak adtak tovább.
| Év   | Az év elején aktív egységek száma | Állományból törölt egységek száma | Pályaszám |
| ---- | --------------------------------- | --------------------------------- | --- |
| 1967 | 146                               | 6                                 | D3151, D3449/96, D3620/28/31. |
| 1968 | 140                               | 77                                | D3139–40/42/46–48/51, D3439–48/50–53/73–78/80–82/84–85/87–91/93–95/97–99. D3500–02, D3624–27/30/32–33/35–37/40/43, D4064/71/76/80–94. |
| 1969 | 63                                | 21                                | D3143–44, D3479/83/92, D3612–14/16–19/21/23/29/38–39/42/45/47/49.                                                                     |
| 1970 | 41                                | 9                                 | D3137/49, D3486, D3638/44/47, D4052/67/77.                                                                                            |
| 1971 | 34                                | 14                                | D3141, D3634/41/46/48/50–51, D4050–51/53/55/59–60/65.                                                                                 |
| 1972 | 20                                | 20                                | D3138/45, D4049/54/56–58/61–63/66/68–70/72–75/78–79.                                                                                  |

1. ↑  A D3494-et az után vonták ki az állományból, miután balesetben megsérült.
2. ↑  Júliusban kivonták az állományból, majd augusztusban visszavették.
3. ↑  Márciusban kivonták az állományból, majd novemberben visszavették.

## Használat a British Railways után
| Pályaszám | Helyszín                         | Állapot                                   |
| --------- | -------------------------------- | ----------------------------------------- |
| D3452     | E.C.C. Ports Ltd., Fowey Jetties | Megőrizték a Bodmin and Wenford Railwayen |
| D3476     | E.C.C Ports Ltd., Fowey Jetties  | Selejtezve                                |
| D3497     | E.C.C. Ports Ltd., Fowey Jetties | Selejtezve                                |

## Megőrzött példányok

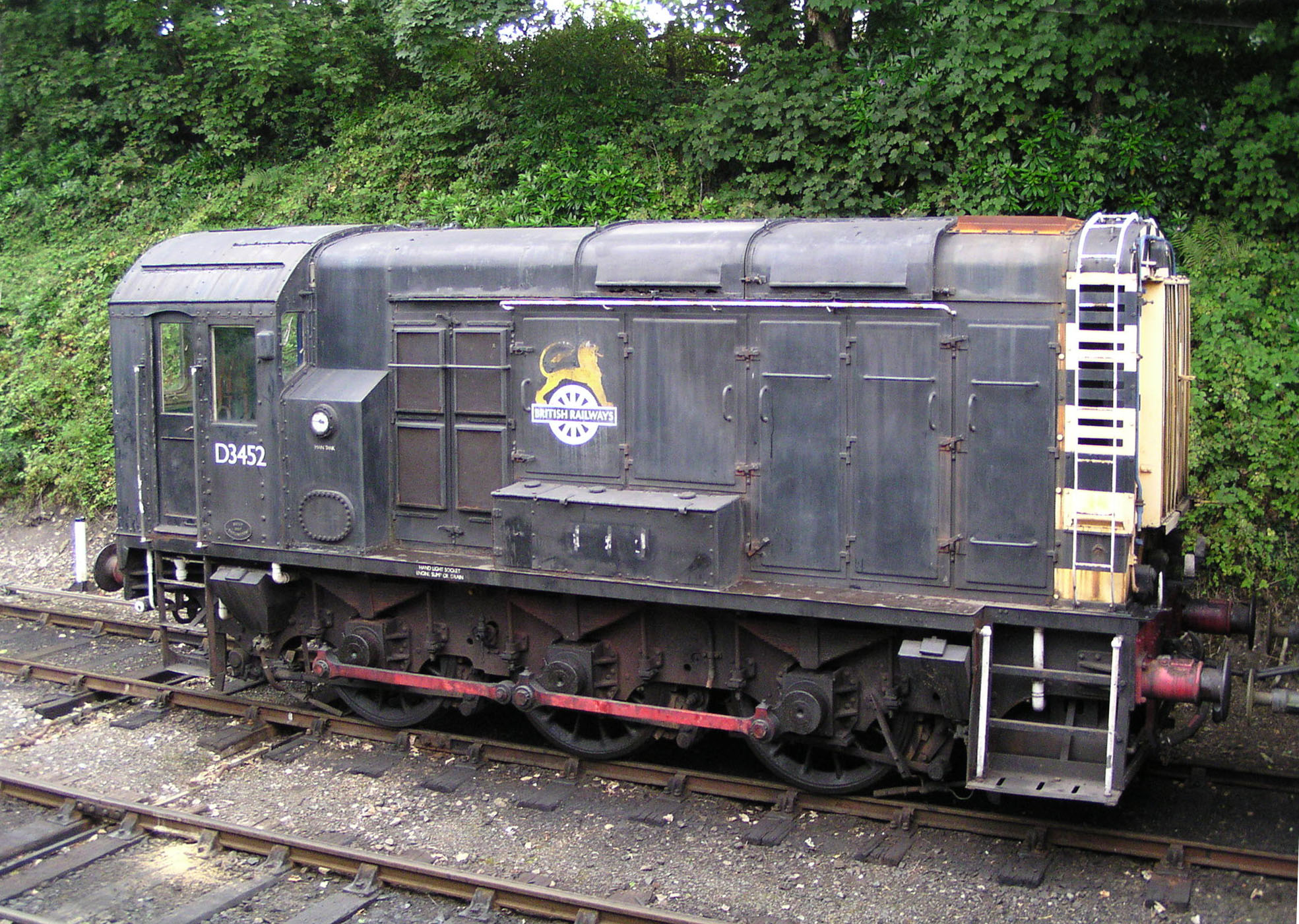
A D3452 Bodmin General vasútállomáson 2003. augusztus 28-án. Ezt a mozdonyt a Bodmin & Wenford Railwayen megőrizték

A típusból négy példányt őriztek meg:
- D3452 – Bodmin and Wenford Railway
- D3489 – Spa Valley Railway
- D4067 – Great Central Railway
- D4092 – Barrow Hill Engine Shed
- A D3476-ot egy ideig a Colne Valley Railwayen tárolták, azonban később selejtezték.

## Fordítás
- Ez a szócikk részben vagy egészben  a   British Rail Class 10 című angol Wikipédia-szócikk ezen változatának fordításán alapul.  Az eredeti cikk szerkesztőit annak laptörténete sorolja fel. Ez a jelzés csupán a megfogalmazás eredetét és a szerzői jogokat jelzi, nem szolgál a cikkben szereplő információk forrásmegjelöléseként.